# Anna Gröger

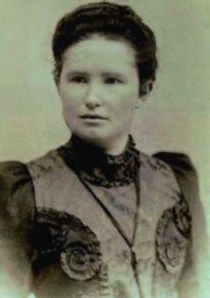
Anna Gröger

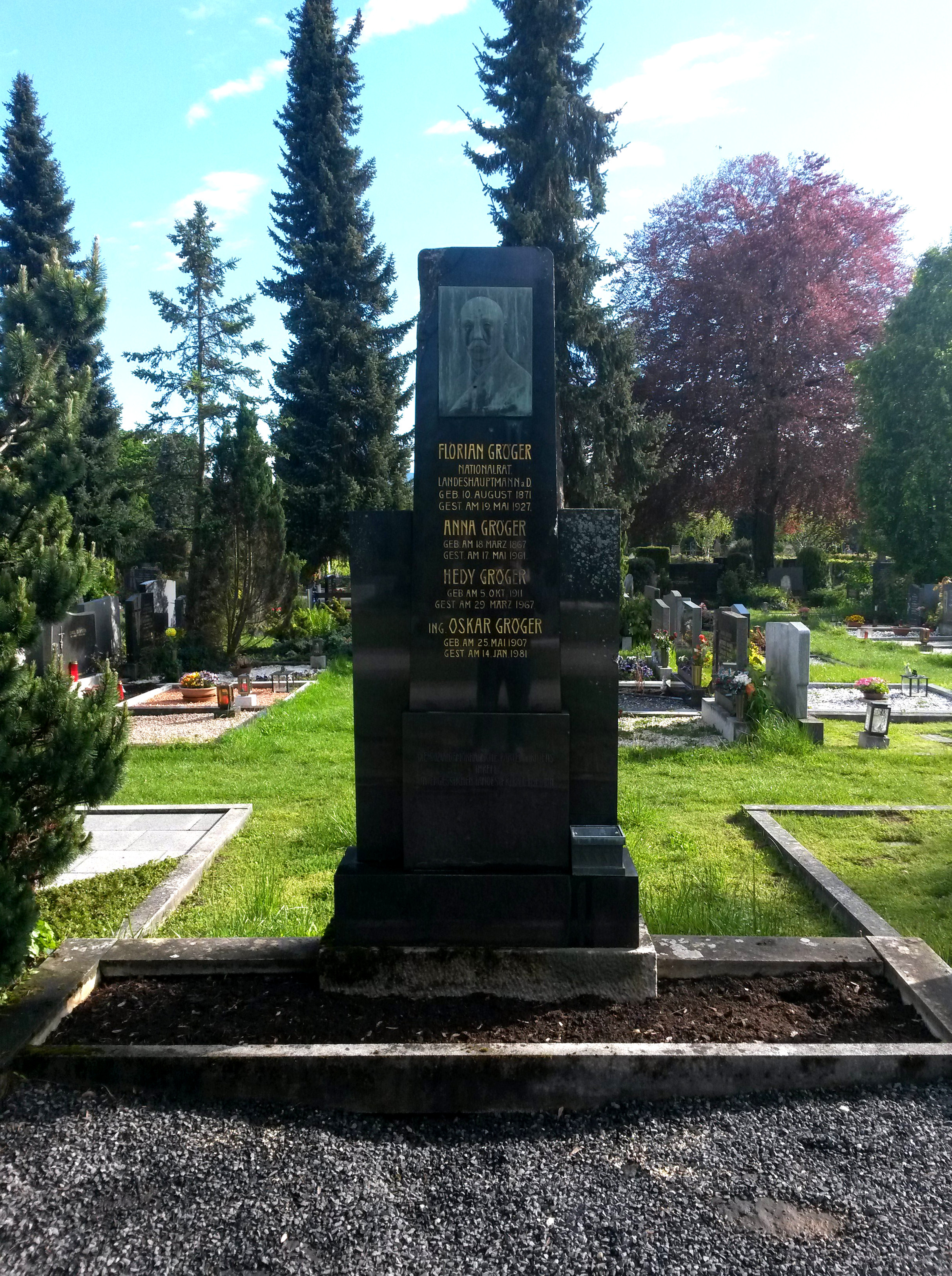
Grab von Florian und Anna Gröger am Klagenfurter Friedhof Annabichl

Anna Gröger (* 18. März 1867 in Brattersdorf; † 17. Mai 1961 in Klagenfurt) war eine österreichische sozialdemokratische Aktivistin und Politikerin (SDAP bzw. SPÖ).

## Werdegang
Anna Gröger wurde 1867 als Anna Bartel im mährischen Brattersdorf geboren. Bereits als Jugendliche engagierte sie sich in der Arbeiterbewegung, indem sie Flugblätter und Zeitungen verteilte, auch trat sie dem örtlichen Arbeiterbildungsverein bei. Ihr Lebensgefährte Florian Gröger war ein aus einfachen Verhältnissen stammender Weber, der sich zunehmend in der Arbeiterbewegung engagierte. Das Paar reiste notgedrungen viel, 1902 kam in Krumau ein Sohn zur Welt, der vorerst bei Pflegeeltern blieb. Erst 1904 war das Paar beruflich und finanziell genug abgesichert, um zu heiraten, ein zweiter Sohn kam zur Welt. Im Jahr 1910 übersiedelten die beiden nach Kärnten, wo Florian Gröger innerhalb der sozialdemokratischen Partei schnell aufstieg. Anna Gröger betätigte sich in der Frauenbewegung der Partei und wurde 1910 unter dem Titel Obmännin die Leiterin der neubegründeten freien politischen Frauenorganisation, in weiterer Folge auch Vorsitzende des Frauenlandesagitationskommites in Klagenfurt. Oberstes politisches Ziel dieses Komitees war die Erlangung des Frauenwahlrechts. 1911 organisierte Gröger den ersten Internationalen Frauentag in Kärnten.
Am 11. November 1918 zog Anna Gröger gemeinsam mit ihrem Gatten in die neugegründete Provisorische Landesversammlung, den späteren Kärntner Landtag, ein. Ein Villacher Abgeordneter hatte zu ihren Gunsten auf sein Mandat verzichtet. Sie war dort die einzige weibliche Abgeordnete. Das aktive und passive Frauenwahlrecht wurde in Österreich offiziell erst mit der Ausrufung der Republik am folgenden 12. November verankert. Da die Provisorische Landesversammlung aber kein direkt gewähltes Gremium war, sondern nur lose auf Wahlergebnissen der Reichsratswahl 1911 basierte, und die Kärntner Politik sich weitgehend unabhängig von den Vorgängen in Wien organisiert hatte, konnte Anna Gröger ihr Amt schon am Vortag antreten. Die Zeitung Freie Stimmen beschrieb ihr Erscheinen im Landtag mit folgenden Worten:
Anna Gröger schied am 24. Februar 1920 aus dem Landtag aus. Die Gründe für ihren Rückzug sind nicht gesichert, eventuell nahm sie damit auf die Karriere ihres Gatten rücksicht, der nach der Landtagswahl in Kärnten 1921 zum Landeshauptmann gewählt wurde. Nach dessen frühem Tod 1927 wurde Anna Gröger politisch wieder aktiver und betätigte sich bis zum Verbot der Sozialdemokratischen Partei 1934 als Gemeinderätin in Klagenfurt. Danach zog sie sich ins Privatleben zurück.